# Ring Ring (음반)
Ring Ring은 스웨덴의 팝 그룹 아바의 데뷔 앨범이다. 1973년 스칸디나비아와 서독, 오스트레일리아, 남아프리카, 멕시코 등의 일부 지역에서 발매되었다. 이 앨범은 벨기에 차트에서 높은 순위에 올랐고, 네덜란드, 노르웨이, 남아프리카에서도 큰 인기를 끌었다.
아바의 Ring Ring 은 1975년 오스트랄라시아에서 재발매되었는데 영국에서는 1992년에, 미국에서는 그 후로 3년이 지나서야 발매되었다. 오리지널 앨범이 발매될 시기에는 아직 아바라는 이름 없이 "뵈른 & 베니, 아그네사 & 프리다"라고만 표기했지만 재발매된 앨범(그림 참고)에서는 "아바"라는 이름을 사용했다. Ring Ring 이 처음 CD로 제작된 것은 1988년 스웨덴에서였다. 1990년에는 서독에서 CD가 발매되었는데 이는 후에 전 세계적으로 보급되었다. 이 앨범은 컴플리트 스튜디오 레코딩 박스 세트의 일부로 1997년과 2001년, 2005년 3번에 걸쳐 디지털 버전으로 다시 제작되었다.
첫 발매된 폴라 뮤직 버전의 앨범에서는 스웨덴 버전의 Ring Ring (Bara Du Song Du Signal) 이 첫 번째 트랙으로 수록되고 영어 버전의 동일 노래가 B면 4번 트랙에 수록됐다.
국제판 “She's My Kind of Girl” 은 사실 1969년 뵈른 & 베니가 불러 일본에서 큰 인기를 끈 곡이다. 이 음악은 스칸디나비아에서 발매된 영어버전의 Ring Ring 에서도 B면에 수록됐다.
Ring Ring에는 아그네타 펠트스코그와 공동작곡한 곡도 하나 실려 있다. 아그네타 펠트스코그는 스웨덴에서 솔로 가수로 활동할 때 많은 음악을 스스로 작곡했는데 “Disillusion” 은 그녀의 기여에 대한 보답으로 아바 앨범에 실린 유일한 곡이다.
아바는 1972년 봄, 첫 곡 "People Need Love"을 녹음할 때까지는 4명의 구성원이 함께 작업하던 많은 프로젝트 중 하나일 뿐이었다. 4명의 구성원은 타이틀 트랙 “Ring Ring” 이 흥행하자 그룹을 결성해 함께 활동하기로 결정했다.

## 수록곡
주석이 붙은 곡을 제외하고는 모두 베니 안데르손과 뵈른 울바에우스가 작곡했다.
전체 작사·작곡: 특별한 언급이 없는 한 모든 곡들은 베니 앤더슨, 뵈른 울바에우스 작곡이다.
| #             | 제목                                                                                     | 재생 시간 |
| ------------- | ---------------------------------------------------------------------------------------- | --------- |
| 1.            | 〈Ring Ring〉 (베니 안데르손, 스티그 안데르손, 뵈른 울바에우스, 닐 세다카, 필 코디 작곡) |           |
| 2.            | 〈Another Town, Another Train〉                                                          | 3:12      |
| 3.            | 〈Disillusion〉 (아그네타 펠트스코그, 뵈른 울바에우스 작곡)                              | 3:04      |
| 4.            | 〈People Need Love〉                                                                     | 2:46      |
| 5.            | 〈I Saw It in the Mirror〉                                                               | 2:34      |
| 6.            | 〈Nina, Pretty Ballerina〉                                                               | 2:51      |
| 7.            | 〈Love Isn't Easy (But It Sure Is Hard Enough)〉                                         | 2:53      |
| 8.            | 〈Me and Bobby and Bobby's Brother〉                                                     | 2:50      |
| 9.            | 〈He Is Your Brother〉                                                                   | 3:18      |
| 10.           | 〈She's My Kind of Girl〉                                                                | 2:44      |
| 11.           | 〈I Am Just a Girl〉 (베니 안데르손, 스티그 안데르손, 뵈른 울바에우스 작곡)              | 3:01      |
| 12.           | 〈Rock'n Roll Band〉                                                                     | 3:09      |
| 총 재생 시간: | 총 재생 시간:                                                                            | 36:09     |

## 재발매

### 1997년 재발매
Ring Ring 은 1997년 동일한 수록곡의 마스터트랙을 다시 만들어서 재발매됐다.

### 2001년 재발매
Ring Ring 은 2001년 마스터트랙을 다시 만들어서 재발매되었는데 3개의 보너스 트랙이 추가되었다. (보너스 트랙은 모두 베니 안데르손과 뵈른 울바에우스가 작곡했다)
| #   | 제목                                                 | 작사·작곡                                       | 재생 시간 |
| --- | ---------------------------------------------------- | ----------------------------------------------- | --------- |
| 13. | 〈Merry-Go-Round〉                                   | 베니 안데르손, 스티그 안데르손, 뵈른 울바에우스 | 3:24      |
| 14. | 〈Santa Rosa〉                                       | 베니 안데르손, 뵈른 울바에우스                  | 2:59      |
| 15. | 〈Ring Ring (Bara Du Slog En Signal) (스웨덴 버전)〉 | 베니 안데르손, 스티그 안데르손, 뵈른 울바에우스 | 3:08      |

### 2005년 재발매
Ring Ring 은 2005년 컴플리트 스튜디오 레코딩 박스 세트의 일부로 마스터트랙을 다시 만들어서 재발매되었는데 몇 개의 보너스 트랙이 추가되었다. (보너스 트랙은 모두 베니 안데르손과 뵈른 울바에우스가 작곡했다)
작사작곡표시, 총재생시간, 곡마다 주 사용
| #   | 제목 | 작사·작곡                                                    | 재생 시간 |
| --- | --- | ------------------------------------------------------------ | --------- |
| 13. | 〈Ring Ring (Bara Du Slog En Signal) (스웨덴 버전)〉                                                                  | 베니 안데르손, 스티그 안데르손, 뵈른 울바에우스              | 3:08      |
| 14. | 〈Åh, Vilka Tider〉 ("Ring Ring (Bara Du Slog En Signal)" 의 B면)                                                     | 베니 안데르손, 스티그 안데르손, 뵈른 울바에우스              | 2:33      |
| 15. | 〈Merry-Go-Round〉 ("People Need Love" 의 B면)                                                                        | 베니 안데르손, 스티그 안데르손, 뵈른 울바에우스              | 3:36      |
| 16. | 〈Santa Rosa〉 ("He Is Your Brother" 의 B면)                                                                          | 베니 안데르손, 스티그 안데르손                               | 3:01      |
| 17. | 〈Ring Ring〉 (스페인 버전)                                                                                           | 베니 안데르손, 스티그 안데르손, 뵈른 울바에우스, 도리스 밴드 | 3:01      |
| 18. | 〈Wer Im Wartesaal Der Liebe Steht〉 ("Another Town, Another Train" 의 독일어 버전 , "Ring Ring" (독일어 버전)의 B면) | 베니 안데르손, 뵈른 울바에우스, 프레드 제이                  | 3:21      |
| 19. | 〈Ring Ring〉 (독일어 버전)                                                                                           | 베니 안데르손, 스티그 안데르손, 뵈른 울바에우스, 피터 래치   | 3:09      |

### 2008년 재발매
Ring Ring 은 더 앨범스 박스 세트의 일부로 2008년 또 한번 재발매되었는데 보너스 트랙은 없었다.

## 1973년 스웨덴 오리지널 앨범 수록곡
스칸디나비아에서 발매된 오리지널 앨범에는 “She's My Kind of Girl” 이 실리지 않았고, 영어 버전의 Ring Ring 과 더불어 스웨덴어 버전의 동일곡이 있었다.

### A면
1. "Ring Ring (Bara du slog en signal)" (스웨덴 버전)
2. "Another Town, Another Train"
3. "Disillusion"
4. "People Need Love"
5. "I Saw It in the Mirror"
6. "Nina, Pretty Ballerina"

### B면
1. "Love Isn't Easy (But It Sure Is Hard Enough)"
2. "Me and Bobby and Bobby's Brother"
3. "He Is Your Brother"
4. "Ring Ring" (영어 버전)
5. "I Am Just a Girl"
6. "Rock'n Roll Band"

## 싱글 앨범
1. "Another Town Another Train"/"Rock'n Roll Band" (1972년 5월)
2. "People Need Love"/"Merry-Go-Round" (1972년 6월)
3. "He Is Your Brother"/"Santa Rosa" (1972년 11월)
4. "Ring Ring"/"Rock'n Roll Band" (1973년 2월)
5. "Nina, Pretty Ballerina"/"He Is Your Brother" (1973년 3월)
6. "Love Isn't Easy (But It Sure Is Hard Enough)"/"I Am Just a Girl" (1973년 6월)
7. "I Am Just a Girl"/"Ring Ring" (1973년 8월) (일본에서만 발매)
8. "Me and Bobby and Bobby's Brother"/"I Am Just a Girl" (1973년) (폴란드에서만 발매)
9. "Rock'n Roll Band" (미국에서 발매)

## 차트 기록

### 앨범
| 연도 | 차트/국가      | 순위 |
| ---- | -------------- | ---- |
| 1976 | 벨기에         | 1    |
| 1976 | 노르웨이       | 2    |
| 1976 | 스웨덴         | 2    |
| 1976 | 오스트레일리아 | 10   |

## 참고 자료
- Ring Ring at Allmusic